# 존 피스
존 피스(John Wilfred Peace, 1949년 3월 2일~)은 현 영국의 다국적 은행 금융업 회사인 스탠다드차타드 은행의 회장인 영국인 사업가이다.

## 개인사
교사인 그의 부인 크리스와 세명의 딸이 있다. 부인과는 학교에서 만나게 되었다.

## 경력
존 피스는 스탠다드차타드 은행과 Experian의 회장이다. 또한 피스는 2002년 6월부터 현재까지 버버리 그룹의 비상임 회장이다. 그 이전에는 2000년부터 2006년까지 GUS 그룹의 그룹 최고 경영자였다.